# Jemeljan Iwanowitsch Pugatschow

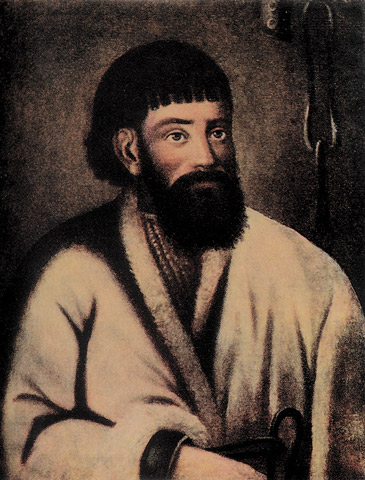
Jemeljan Iwanowitsch Pugatschow (18. Jahrhundert)

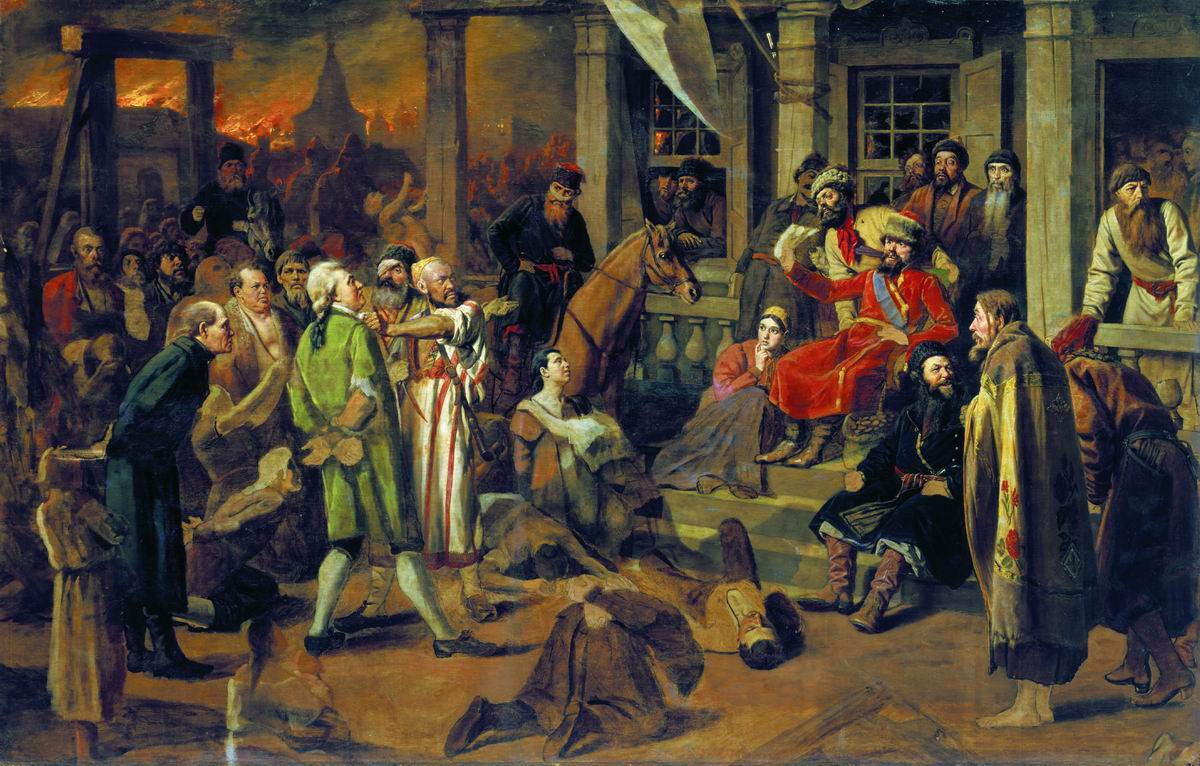
Pugatschows Urteil
(Wassili Perow, 1879)

Jemeljan Iwanowitsch Pugatschow (russisch Емельян Иванович Пугачёв, wiss. Transliteration Emel'jan Ivanovič Pugačëv; * ca. 1742 in Simowejskaja am Don; † 10.jul. / 21. Januar 1775greg. in Moskau) war ein Don-Kosak und der Anführer des nach ihm benannten Bauernaufstands von 1773 bis 1775.

## Aufstand
Pugatschow nahm als Soldat der zaristischen Armee am Siebenjährigen Krieg (1756 bis 1763) und am Russisch-Türkischen Krieg 1768 bis 1774 teil.
Im August 1773 behauptete er, er sei der 1762 verstorbene Zar Peter Fjodorowitsch (Peter III.), der durch ein Wunder den Mordversuch „seiner untreuen Frau“, der Kaiserin Katharina II., überlebt habe.
Am 17. September desselben Jahres wurde unter seinem Namen ein Manifest veröffentlicht, das den Anfang des Bauernaufstandes erklärte. Der Kern des Aufstands waren altgläubige Kosaken, aber ihm schlossen sich baschkirische Truppen unter Salawat Julajew sowie weitere Völker der Wolgaregion an. Dazu kamen Arbeiter aus dem Ural und in der letzten Phase auch viele Bauern.
Die Aufständischen besetzten weite Gebiete zwischen Ural und Wolga und wurden schließlich in Kasan von den regierungstreuen Truppen unter Oberst Michelsohnen vernichtend geschlagen. Von eigenem Gefolge verraten, wurde Pugatschow von Suworow gefangen genommen, von dem wegen der Härte seiner Verhörmethoden gefürchteten, damaligen Kollegienrat Scheschkowski vernommen und nach Moskau gebracht.
Am 9.jul. / 20. Januar 1775greg. erließ Katharina folgenden öffentlichen Befehl:

„Ob gleich die Verbrechen, die Wuth und Grausamkeit des Rebellen und Reichsverräthers, Jemelka Pugatschew, von der Wichtigkeit und Größe sind, daß darüber sogleich die aller grausamste Todesstrafe erkannt werden können, so hat dennoch die von Ihro Kaiserl. Majestät über diesen Verbrecher niedergesetzte und bevollmächtigte Versammlung, sich die von dem General en Chef, Senateur und Ritter Fürsten Michaila Nikilitz Wolkonskoi und dem General Major Pawel Sergejewitz Potemkin bewerkstelligte Untersuchung, nebst den Erläuterungen von den Inquisitoren vorlegen lassen […]. Nachdem auch Jemelka Pugatschew mit einem Schwur betheuert, daß er alles das, womit er seine lasterhafte Seele beflecket, mit wahrer Reue gegen Gott, Ihro Kaiserl. Majestät und das menschliche Geschlecht bekannt habe, so schritt eine bevollmächtigte Versammlung zur Abfassung der Sentenz, nachdem sie zuvor die hierzu passenden Satzungen der heiligen Schrift, als auch dasjenige, was die bürgerliche Gesetze in dergleichen Fällen enthalten, sich gehörig vorlegen lassen. Und da gedachte bevollmächtigte Versammlung sich die ausserordentliche Huld und Gnade Ihro Kaiserl. Majestät zur Richtschnur vorgesetz, und zugleich erweget, daß das Gesetz Gerechtigkeit und nicht Rache fordere, so hat die ganze Versammlung einstimmig beschlossen und geurtheilet, daß der Rebell und Betrüger, Jemelka Pugatschew, vom Leben zum Tode zu bringen sey, und zwar gevierheilet, der Kopf auf dem Pfahl gesteckt, die vier Teile des Körpers an den vier Gegenden der Stadt auf das Rad geflochten, und hernach oben daselbst verbrannt zu werden.“

Dem Urteil gemäß wurde Pugatschow am 10.jul. / 21. Januar 1775greg. in Moskau enthauptet und anschließend gevierteilt.

## Nachleben
Pugatschow wurde von Alexander Puschkin in der historischen Novelle Die Hauptmannstochter ein literarisches Denkmal gesetzt. Puschkin verknüpft in diesem Werk die Schicksale Pugatschows und des adeligen Offiziers Grinjow. Puschkin behandelte diese Zeit der Aufstände Pugatschows auch in seiner Istorija Pugačevskago bunta (1834), die deutsch 1840 unter dem Titel Geschichte des Pugatschew’schen Aufruhrs erschien, und analysiert die Rebellion vor dem Hintergrund wirtschaftlicher, sozialer und politischer Repression.
1918 wurde die russische Stadt Nikolajewsk im Gebiet Saratow nach ihm in Pugatschow umbenannt. Eine Pugatschow-Eiche steht im Mari-Tschodra-Nationalpark in der russischen Republik Mari El.